# 肥龍過江 (2020年電影)
《肥龍過江》是一部2020年香港動作喜劇片，由谷垣健治執導，莊元章任動作設計，甄子丹、王晶、毛舜筠、周勵淇領銜主演，大內貴仁、嚴華和喻亢任動作指導。本片重拍自洪金寶主演的1978年同名電影。
肥龍過江在東南亞春节档上映, 整体票房不俗, 是2020年新加坡前十也是馬來西亞年度冠軍 

## 劇情簡介
朱福龍（甄子丹飾）現任香港警隊成員，身手敏捷、破案率高，一直都是大家心目中的模範警員。但未婚妻宋可兒（周勵淇飾）的悔婚，讓他大受打擊而自暴自棄，靠狂吃排解情傷，六個月後竟變成了一個200多磅的胖子。
上司黃警司（張繼聰飾）只好派他執行一個簡單的任務押送一名疑犯前往日本。可惜連串的不幸事件在他身上發生，令他在日本財物盡失，與日本警方遠藤助三（竹中直人飾）交收疑犯時，甚至連疑犯也逃跑了。幸好遇到同是香港人的瀟灑哥（王晶飾），和開設火鍋店的芳華（毛舜筠飾）協助，讓他力圖奮作並查明真相。 
但失蹤的疑犯卻被發現陳屍在東京灣，為完成任務，朱福龍聯同瀟灑哥一起行動，協力查出真相。惟事件越滾越大，甚至連累朱福龍身邊的一眾朋友。為洗脫嫌疑，他發誓要翻轉整個東京，將罪犯一網打盡。

## 角色介紹
| 演員       | 角色           | 備註                       |
| 甄子丹     | 朱福龍         | 現任香港警察，身手敏捷     |
| 周勵淇     | 宋可兒         | 朱福龍未婚妻、演員         |
| 毛舜筠     | 芳華           | 旅日火鍋店老闆娘           |
| 王晶       | 瀟灑哥         | 旅日香港人                 |
| 張繼聰     | 黃景成         | 警司                       |
| 湛琪清     | 瑪姫           | 翻譯員                     |
| 竹中直人   | 遠藤助三       | 日本警方                   |
| 岩永丞威   | 島倉           | 日本黑道「東野組」年輕幹部 |
| 渡邊哲     | 東野太郎       | 日本黑道「東野組」老大     |
| 林秋楠     | 小虎           | 芳華之外甥                 |
| 王祖藍     | 王阻撓         | 交通督導員                 |
| 周俊偉     | 警員           |                            |
| 林曉峰     | 警員           |                            |
| 葉山豪     | 山本勇二       |                            |
| 詹瑞文     | 詹經理         | 銀行經理                   |
| 陳友       | 香港警察處長   |                            |
| 泰臣       | 香蕉日報記者   |                            |
| 林盛斌     | 蕃茄新聞記者   |                            |
| 伍允龍     | 白衣服的男子   | 出現在福龍的倒叙場景中     |
| 馮勉恆     |                |                            |
| 笹森花菜   | 築地美人魚     |                            |
| 島津健太郎 | 東野組 高飛    |                            |
| 三元雅芸   | 東野組 賓尼    |                            |
| 鈴村正樹   | 鯊哥           |                            |
| 嚴華       | 銀行劫匪的領導 |                            |
| 喩亢       | 銀行劫匪       |                            |
| 陳少華     | 銀行劫匪的司機 |                            |
| 利穎怡     | 西張東望記者   |                            |
| 吳香倫     | 銀行女職員     |                            |

## 外部連結
- 肥龍過江的Facebook專頁
- 香港影庫上《肥龍過江》的資料（繁體中文）
- 互联网电影数据库（IMDb）上《肥龍過江》的资料（英文）
- 豆瓣电影上《肥龍過江》的資料 （简体中文）
- 时光网上《肥龍過江》的資料（简体中文）